# Teschenmoschel
Teschenmoschel ist eine Ortsgemeinde im Donnersbergkreis in Rheinland-Pfalz. Sie gehört der Verbandsgemeinde Nordpfälzer Land an.

## Geographische Lage
Der Ort liegt an der Moschel im Nordpfälzer Bergland westlich des Donnersbergs zwischen Kaiserslautern und Bad Kreuznach. Nordöstlich befindet sich Bisterschied, südöstlich Dörrmoschel und im Südwesten liegt Rathskirchen.
Zur Gemeinde gehört auch der Wohnplatz Mausmühle.

## Geschichte
Nach der Französischen Revolution wurde der Ort in das französische Département Donnersberg eingegliedert. Infolge des Wiener Kongresses war er von 1816 bis 1945 bayerisch. Nach dem Zweiten Weltkrieg war Teschenmoschel Teil der französischen Besatzungszone und wurde in das 1946 neu gebildete Land Rheinland-Pfalz eingegliedert.

### Religionen
Am 31. Oktober 2014 waren 68,9 Prozent der Einwohner evangelisch und 13,4 Prozent katholisch. Die übrigen gehörten einer anderen Religion an oder waren konfessionslos.

## Politik

### Gemeinderat
Der Gemeinderat in Teschenmoschel besteht aus sechs Ratsmitgliedern, die bei der Kommunalwahl am 9. Juni 2024 in einer Mehrheitswahl gewählt wurden, und der ehrenamtlichen Ortsbürgermeisterin als Vorsitzender.

### Ortsbürgermeister
Sabine Küsters wurde im August 2019 Ortsbürgermeisterin von Teschenmoschel, als sie auf der konstituierenden Sitzung des damaligen Gemeinderates einstimmig gewählt wurde. Bei der Direktwahl am 9. Juni 2024 wurde sie als einzige Bewerberin mit einem Stimmenanteil von 87,9 % für weitere fünf Jahre in ihrem Amt bestätigt. Ihr Amtsvorgänger war Ernst Schulz, der 2019 nach 25 Jahren im Amt nicht mehr angetreten war.

### Wappen
| Wappen von Teschenmoschel | Blasonierung: „Von Gold und Rot geteilt, oben ein springender schwarzer Eber, unten eine silberne Muschel, überhöht von drei silbernen Steinen.“ |
| Wappen von Teschenmoschel | Wappenbegründung: Der Eber entstammt dem Wappen der Herren von Schorrenburg und die drei Steine in Rot dem Wappen der Herren von Hunolstein. Beide hatten Lehnsrechte in Teschenmoschel. Die Muschel verweist redend auf den Ortsnamen. Es wurde 1983 von der Bezirksregierung Neustadt genehmigt und geht zurück auf ein Gerichtssiegel von 1755. |

## Kultur und Sehenswürdigkeiten
Die Bausubstanz einer alten Scheune diente als Grundlage für das Bürgerhaus. Jährlich findet in ihm ein Fest statt, mit Ausstellungen von Künstlern.
In Teschenmoschel gibt es einen alten jüdischen Friedhof, der aus dem 17. Jahrhundert stammt. Früher gab es im Ort auch eine Synagoge, die für den Umkreis zuständig war.
Siehe auch: Liste der Kulturdenkmäler in Teschenmoschel

## Verkehr
Durch den Ort führt die Landesstraße 379. Östlich verläuft die Bundesstraße 48. Über die Autobahn 63 im Südosten besteht Anschluss an den Fernverkehr. In Rockenhausen ist ein Bahnhof der Alsenztalbahn.